# Bagolino
Bagolino é uma comuna italiana da região da Lombardia, província de Bréscia, com cerca de 3.919 habitantes. Estende-se por uma área de 109 km², tendo uma densidade populacional de 36 hab/km². Faz fronteira com Anfo, Bienno, Bondone (TN), Breno, Collio, Condino (TN), Idro, Lavenone, Prestine, Storo (TN).

## Demografia
| Variação demográfica do município entre 1861 e 2011                               |
|                                                                                   |
| Fonte: Istituto Nazionale di Statistica (ISTAT) - Elaboração gráfica da Wikipedia |